# HMS Fleur de Lys (K122)
«Фльор-де-лі» (англ. HMS Fleur de Lys (K122) — військовий корабель, корвет типу «Флавер» Королівського військово-морського флоту Великої Британії часів Другої світової війни.

## Історія служби
Корвет «Фльор-де-лі» був закладений 30 січня 1940 року на верфі компанії Smith's Dock Company у Редкар і Клівленді на замовлення французьких ВМС, як La Dieppoise. 21 червня 1940 року він був спущений на воду, але через капітуляцію Франції 26 серпня 1940 року був уведений до складу Королівських ВМС Великої Британії, як «Фльор-де-лі».
Корабель брав участь у бойових діях на морі в Другій світовій війні, супроводжував атлантичні конвої.
У жовтні 1941 року корвет виконував місію супроводу конвою OG 75. 14 жовтня під час проходження західніше Гібралтарської протоки конвой був атакований німецьким ПЧ U-206, що випустив 3 торпеди по лівому борту «Фльор-де-лі», що викликало ланцюгову реакцію. Артилерійський льох корвета вибухнув, і корабель розвалися на дві частини. 70 членів його екіпажу затонули, 3 були врятовані іспанським моторним човном Castillo Villafranca.